# Gustav Wiederkehr

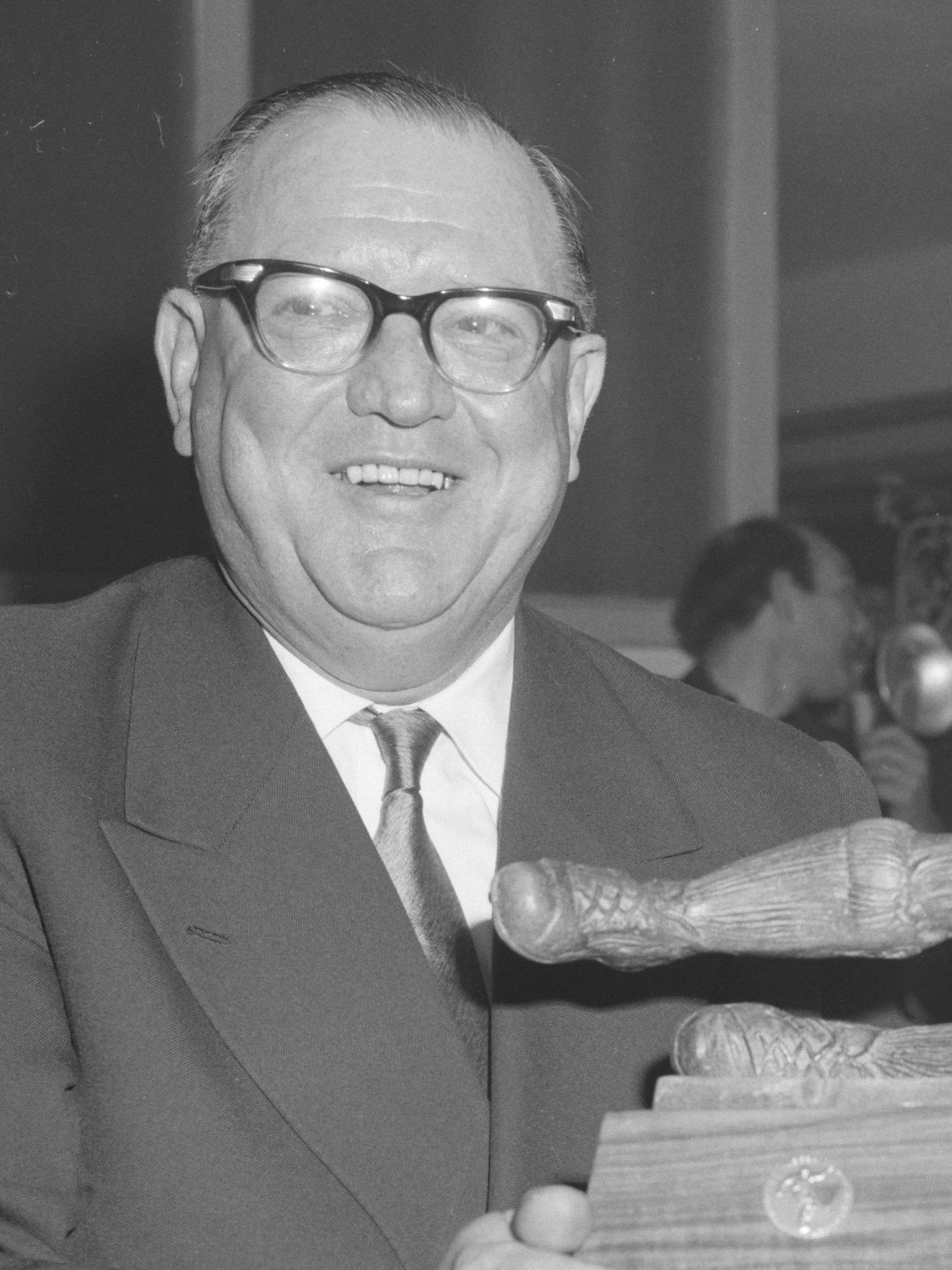
Gustav Wiederkehr (1962)

Gustav Max Wiederkehr, född 1905 , död 1972, var en schweizisk fotbollsfunktionär, ordförande i Uefa (1962–1972).